# Municipio de Villa Nueva (kommun i Guatemala)
Municipio de Villa Nueva är en kommun i Guatemala.   Den ligger i departementet Guatemala, i den södra delen av landet, 16 km sydväst om huvudstaden Guatemala City.